# 丽珠
梅利莎·维维安·杰斐逊（1988年4月27日—），艺名丽珠（Lizzo），是名美国歌手、饶舌歌手与演员。她出生在密歇根底特律，後來搬到德克薩斯州的休士頓，開啟她的演藝事業，後來在明尼阿波利斯開始了她的嘻哈音樂錄音生涯。在與Nice Life和大西洋唱片簽約之前，丽珠發行了兩張錄音室專輯《Lizzobangers》（2013）和《Big Grrrl Small World》（2015）。丽珠首張迷你專輯《Coconut Oil》於2016年發行。
丽珠隨著她的第三張錄音室專輯《因為我愛你》（2019年）的發行獲得巨大成功，專輯在美國《公告牌》200中排名前五。這張專輯產生了單曲〈Juice〉和〈Tempo〉。專輯豪華版加收丽珠2017年單曲〈真相傷人〉，該單曲成為熱門，在發行兩年後登上了美國《公告牌》百强单曲榜冠軍，也創下了女性說唱歌手獨唱歌曲的最長領先紀錄。大約在這個時候，她2016年的單曲 "Good as Hell "也登上了排行榜，進入了Hot 100的前三名和英國單曲榜的前十名。丽珠在第62屆格萊美獎上獲得了8項提名，是當年所有藝術家中獲得提名最多的，包括豪華版《因為我愛你》的年度最佳專輯，〈真相傷人〉的年度最佳歌曲和年度最佳唱片，以及最佳新藝術家。她最終贏得了最佳城市當代專輯獎，〈真相傷人〉的最佳流行獨唱表演，以及歌曲〈Jerome〉的最佳傳統R&B表演獎。
除了唱歌和說唱，丽珠還擔任過演員：她在動畫片（2019年）中擔任配音，並出現在犯罪喜劇劇情片（2019年）中。 2019年，《時代雜誌》將丽珠評為「年度娛樂人物」，以表彰她的飛速崛起和對音樂的貢獻。除了三次格萊美獎之外，她還獲得過一次《公告牌》音樂獎、一次BET獎和兩次靈魂列車音樂獎。

## 早期生涯
梅麗莎·維維安·杰斐遜（Melissa Viviane Jefferson）出生於密歇根州的底特律。十歲時，她的家人搬到了德克薩斯州的休士頓。從十歲到高中畢業，她接受了著名音樂教師克勞迪婭·莫門（Claudia Momen）的古典長笛訓練。Lizzo十幾歲的時候就開始在休斯頓西南部被稱為"Alief"的地方說唱。14歲時，她與朋友組成了一個名為“Cornrow Clique”的音樂團體。此時，她獲得了綽號“Lizzo”，是受饒舌歌手Jay-Z歌曲《Izzo (H.O.V.A.)》啟發的“Lissa”的變體。2006年從Alief Elsik高中畢業後，她在休斯頓大學學習古典音樂，專注於長笛。但是她没有成功的毕业。21歲時，父親去世後，她在車外生活了一年，試圖闖入音樂行業。她於2011年搬到明尼蘇達州的明尼阿波利斯。

## 唱片
- 《Lizzobangers（英语：Lizzobangers）》(2013年)
- 《Big Grrrl Small World（英语：Big Grrrl Small World）》(2015年)
- 《因為我愛你》(2019年)

## 影视
| 年份 | 名称       | 角色  | 注释     |
| ---- | ---------- | ----- | -------- |
| 2019 | UglyDolls  | Lydia | 配音角色 |
| 2019 | 舞孃騙很大 | Liz   |          |

| 年份 | 名称                                     | 角色           | 注释 |
| ---- | ---------------------------------------- | -------------- | ---- |
| 2016 | Brad Neely's Harg Nallin' Sclopio Peepio | 本人           | 四集 |
| 2016 | Wonderland                               | Host           | 十集 |
| 2018 | Yeti! Yeti!                              | Magic Mushroom |      |

| 年份       | 名称                                   | 注释                                    |
| ---------- | -------------------------------------- | --------------------------------------- |
| 2014       | Made in Chelsea: NYC                   | 第1季第4集                              |
| 2014       | Late Show with David Letterman         | 第22季第29集                            |
| 2015       | Access Hollywood                       |                                         |
| 2015       | The Late Show with Stephen Colbert     | 第1季第56集                             |
| 2016       | The Real                               | 一集                                    |
| 2016       | Party Legends                          | 剧集"Make Mistakes"                     |
| 2016       | Full Frontal with Samantha Bee         | 剧集"Post-Election"                     |
| 2017, 2018 | Trivial Takedown                       | 两集                                    |
| 2018       | Articulate with Jim Cotter             | 剧集"Caroline Shaw, Lizzo, Robert Janz" |
| 2018       | Hannibal Buress: Handsome Rambler      | 剧集"The Lizzo Episode"                 |
| 2018       | RuPaul's Drag Race                     | 第10季第10集                            |
| 2019       | The Ellen DeGeneres Show               | 一集                                    |
| 2019       | The Tonight Show Starring Jimmy Fallon | 一集                                    |
| 2019       | 2 Dope Queens                          | 一集; podcast                           |
| 2019       | C à vous                               | 一集                                    |
| 2019       | Neo Magazin Royale                     | 一集                                    |
| 2019       | The Jonathan Ross Show                 | 一集                                    |

## 巡演
主唱
- Good as Hell Tour (2017年)[6]
- Cuz I Love You Tour (2019年)[7]
- Cuz I Love You Too Tour (2019年)[8]

嘉宾
- Sister Sister Sister Tour (2018年)[9]
- High as Hope Tour (2018年)[10]
- Lollapalooza (2018年)[11]
- Coachella (2019年)[12]
- Indy Pride Festival (2019年)[13]
- Glastonbury (2019年)[14]